# 載掄
載掄（1893年—1950年），中国清朝宗室，庆亲王奕劻的第五子，母四侧福晋刘佳氏。
受封过头品顶戴，民国十一年（1922年）、民国十二年（1923年）之后，一直住在天津租界，过寓公生活。抗日战争胜利后，他和国民党军政人员联络，和天津警备司令部参谋长严家诰结为义兄弟。中国人民解放军进入天津之前，載掄带着妾室逃到香港。不久钱财用光，带病回天津，在1950年去世。妻子是山东巡抚孙宝琦的女儿。他的女儿嫁给慈禧太后胞弟承恩公桂祥的儿子。只有一子溥钰。